# Kasserine
Kasserine er en by i det vestlige Tunesien, med et indbyggertal (pr. 2004) på cirka 76.000. Byen er hovedstad i et governorat af samme navn.